# Codificación (memoria)
Codificación es la capacidad para almacenar y recuperar información, proceso que comporta la acción de codificar. Los recuerdos confieren a un organismo la capacidad de aprender y adaptarse a partir de las experiencias previas, así como establecer relaciones significativas. La codificación permite convertir los elementos percibidos en constructos que pueden ser almacenados en el cerebro y evocados posteriormente desde la memoria a corto plazo o la memoria a largo plazo. Por su parte, la memoria de trabajo almacena información con vistas a su uso o manipulación inmediata.

## Historia

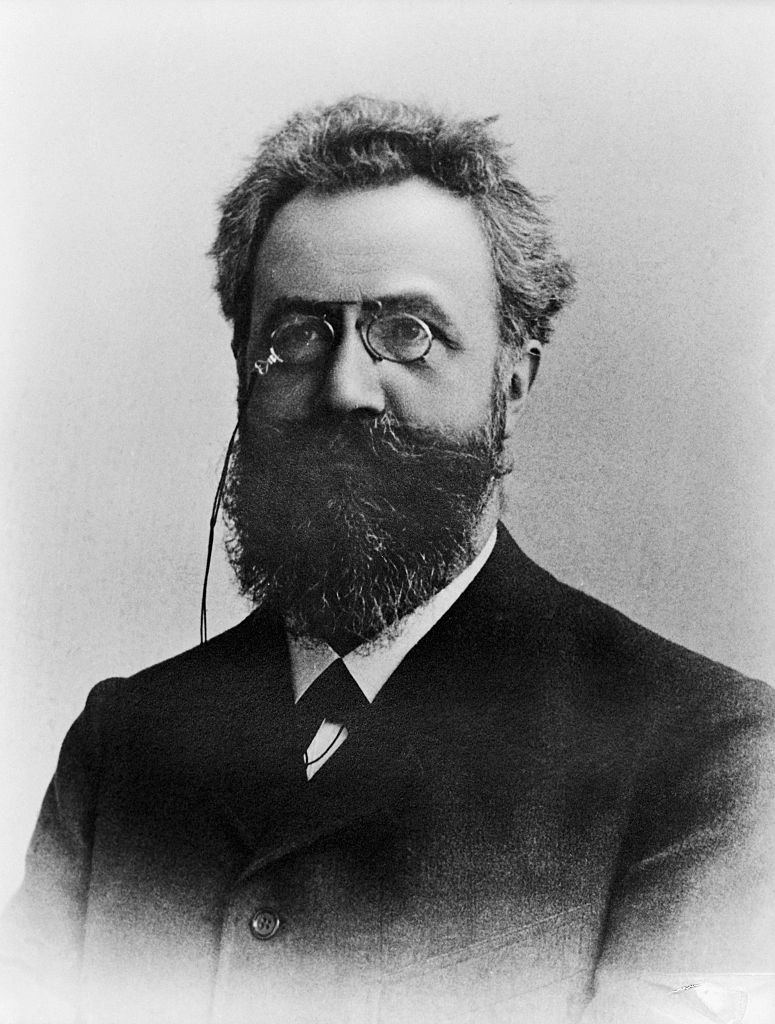
Hermann Ebbinghaus

Una de las primeras figuras representativas del estudio del proceso de codificación memorística es Hermann Ebbinghaus (1850–1909). Ebbinghaus fue un pionero en el campo de la investigación de la memoria. Utilizándose a sí mismo como sujeto de estudio, investigó el modo en que la información se aprende y olvida mediante la repetición de listas de sílabas sin sentido. Estos experimentos le llevaron a sugerir su célebre curva de aprendizaje. Ebbinghaus encontró que las listas de elementos significativos que permitían realizar asociaciones entre sí resultaban más fáciles de memorizar y recordar posteriormente. Estos resultados supusieron la base de la psicología experimental de la memoria y otros procesos mentales que se desarrollaría en los años venideros.
Durante los primeros años del siglo XX se realizaron los primeros progresos en la investigación de la memoria. Ivan Pavlov comenzó sus investigaciones referentes al condicionamiento clásico. Sus estudios demostraron la posibilidad de crear relaciones semánticas entre dos elementos no relacionados. En 1932, Bartlett propuso la idea del esquema mental. Su modelo proponía que la codificación de nueva información dependía de su consistencia con el conocimiento adquirido con anterioridad (es decir, aquellas informaciones que encajaban en el sistema de esquemas mentales preexistentes eran más sencillas de asimilar, memorizar y recordar). Este modelo también sugería que la información que no se encuentra presente en el momento de la codificación podría ser añadida a la memoria siempre y cuando estuviera basada en el conocimiento esquemático acerca del mundo. de este modo, la codificación siempre estaría influida por los conocimientos previos del sujeto.
La Psicología de la Gestalt puso de manifiesto el hecho de que los recuerdos de la información codificada solían ser diferentes de los estímulos que los habían producido. Además, los recuerdos también se veían afectados por el contexto en el que los estímulos habían sido presentados.
Con los avances alcanzados en el ámbito de la tecnología emergió el campo de la neuropsicología, y con él, las teorías acerca de las bases biológicas del proceso de codificación. En el año 1949, Donald Hebb trabajó en el estudio de la relación entre neurociencia y codificación memorística, estableciendo que la codificación tenía lugar a medida que se establecía nuevas conexiones entre neuronas a través de su activación conjunta repetida.
En los años 50 y 60, las teorías del procesamiento de la información realizaron una aproximación al estudio de la memoria basado en los modelos computacionales, a partir de la idea inicial de que la codificación era el proceso mediante el cual la información se introduce en la memoria. En 1956, George Armitage Miller escribió un célebre artículo en el que establecía que la capacidad del almacén de la memoria a corto plazo estaba limitada a 7 ítems +/- 2, titulado The Magical Number Seven, Plus or Minus Two. Esta cifra fue posteriormente matizada, cuando los estudios referentes al chunking establecieron que esos siete +/- 2 elementos también podían consistir en «paquetes» o agrupaciones significativas de información, y no solamente a ítems individuales.
En 1974, Alan Baddeley y Graham Hitch propusieron su modelo de memoria de trabajo, consistente en un sistema ejecutivo central y dos subsistemas esclavos: la agenda visoespacial y el bucle fonológico. Este sistema sería el encargado de codificar la información en la memoria. En el año 2000, Baddeley añadió el "buffer" episódico. Por su parte, Endel Tulving en 1983 propuso la idea de la codificación específica, en la que el contexto cobraba de nuevo una gran importancia en el proceso de codificación.

## Tipos
Las codificaciones visual, acústica y semántica son las que tienen lugar con mayor frecuencia, aunque también existen otros tipos.

### Codificación visual
La codificación visual es el proceso de codificación de imágenes e información sensorial de tipo visual. La información sensorial visual se almacena temporalmente en la memoria icónica y en la memoria de trabajo antes de ser codificada de forma permanente en el almacén a largo plazo. El modelo de Baddeley de la memoria de trabajo establece que la información visual es almacenada en la agenda visoespacial.
La amígdala es una estructura compleja que desempeña un importante papel en la codificación visual. Recibe información visual (así como de otras modalidades sensoriales) y codifica los valores positivos o negativos de los estímulos condicionados.

### Codificación acústica
La codificación acústica o auditiva es el proceso de codificación de sonidos, palabras y todo tipo de información entrante de tipo auditivo para su almacenamiento y posterior recuperación. De acuerdo con Baddeley, el procesamiento de la información auditiva se ve facilitado por el bucle fonológico, que permite incorporar la información recibida al registro de memoria ecoica para ser repetida subvocalmente con el objetivo de facilitar el recuerdo. 
Los estudios realizados al respecto indican que los factores semánticos, léxicos y fonológicos interactúan con la memoria verbal de trabajo. El efecto de similitud fonológica se ve atenuado por el grado de concreción de las palabras. Esto pone de manifiesto que la puesta en marcha de la memoria verbal de trabajo no depende únicamente de las representaciones fonológicas y acústicas, sino que también interviene la representación lingüística. Lo que aún no se ha establecido con precisión es el hecho de si las representaciones lingüísticas se activan en el momento del recuerdo, o más bien desempeñan un papel más fundamental en el proceso de codificación y preservación.

### Otras modalidades sensoriales
La codificación táctil es el procesamiento y codificación de las sensaciones a través del tacto. Las neuronas de la corteza somatosensorial primaria (S1) reaccionan ante la estimulación vibrotáctil mediante su activación sincronizada con cada serie de vibraciones. Las sensaciones olfativas y gustativas también pueden ser codificadas.
Por lo general, la codificación que tiene lugar en el almacén de memoria a corto plazo se realiza a un nivel acústico, más que a nivel semántico.

### Codificación semántica
La codificación semántica es el procesamiento y la codificación del input sensorial que tiene un significado particular o puede aplicarse a un contexto específico. Pueden aplicarse diversas estrategias para facilitar la codificación, como el chunking o las técnicas mnemotécnicas, lo que en algunos casos posibilita una mayor profundidad en el procesamiento, lo que repercute en una optimización del proceso de recuperación.
Se ha encontrado que las palabras que se aprenden mediante un procesamiento semántico (profundo) se recuerdan más fácilmente que las palabras procesadas de un modo no semántico (más superficial), según los tiempos de reacción observados. Las áreas de Brodmann 45, 46 y 47 (la corteza prefrontal inferior izquierda) muestra una activación significativamente superior bajo condiciones de codificación semántica, en comparación con la activación mostrada durante una tarea que implique codificación no semántica, independientemente de la dificultad de la tarea de codificación no semántica planteada. Esta misma área, que muestra un incremento en la activación durante las fases iniciales de codificación semántica, muestra una reducción de su activación si la tarea de codificación semántica se vuelve repetitiva (usando las mismas palabras). Esto sugiere que este descenso en la activación provocado por la repetición es un proceso que tiene lugar específicamente cuando las palabras son reprocesadas de forma semántica, pero no cuando son reprocesadas de forma no semántica.

## Potenciación a largo plazo
La codificación es un proceso biológico que comienza con la percepción. El conjunto de sensaciones percibidas se procesa en el hipocampo, donde se fusionan en una única experiencia individual. El hipocampo es el responsable de analizar estos inputs y tomar la decisión de incorporarlos o no a la memoria a largo plazo. Las diferentes fuentes de información son almacenadas en diversas áreas cerebrales en función de sus características. No obstante, aún no se conoce con exactitud el modo en que estas piezas de información son identificadas y recordadas posteriormente.
En la codificación interviene una combinación de procesos químicos y eléctricos. Los neurotransmisores se liberan cuando un pulso eléctrico atraviesa la sinapsis que sirve de conexión entre células nerviosas. Las extensiones dendríticas ramificadas reciben estos impulsos. El fenómeno denominado «potenciación a largo plazo» es el proceso por el que se produce el reforzamiento de una conexión sináptica mediante el incremento del número de señales transmitidas entre dos neuronas. Estas células también son capaces de organizarse en grupos, especializándose en el procesamiento de diferentes clases de información. Así, a medida que se producen nuevas experiencias, el cerebro va creando más conexiones en lo que podría entenderse como un proceso de «recableado». El cerebro se organiza y reorganiza a sí mismo en respuesta a las nuevas experiencias, creando nuevos recuerdos a resultas de la experiencia, la educación o el entrenamiento. En consecuencia, el funcionamiento cerebral es un reflejo del modo en que el cerebro está organizado. Esta capacidad para reorganizarse es una característica especialmente importante para aquellos casos en los que se producen daños localizados en áreas cerebrales específicas. El fenómeno por el que las neuronas cerebrales son capaces de reorganizar su modo de conectarse entre sí se denomina plasticidad neuronal. No existe un conocimiento exacto de si los estímulos que no llegan a ser recordados son filtrados durante la fase sensorial, o después de que el cerebro haya examinado su significatividad.

### Actividad cerebral
La tomografía por emisión de positrones (TEP) muestra una activación hipocampal anatómica y funcionalmente consistente durante los procesos de codificación y evocación episódicas. La activación de la región hipocampal asociada a la codificación de la memoria episódica tiene lugar en la zona rostral, mientras que la activación hipocampal asociada al proceso de recuperación de recuerdos episódicos se localiza en la zona caudal. A esto se le conoce como el «Modelo de Codificación/Recuperación Hipocampal» o modelo HIPER, por sus siglas en inglés (Hippocampal Encoding/Retrieval model). 
Existe un estudio mediante TEP en el que se midió el flujo sanguíneo cerebral durante la codificación y reconocimiento de caras, en participantes jóvenes y mayores. El grupo de participantes jóvenes mostró un incremento en el flujo sanguíneo en el hipocampo derecho, así como en las cortezas temporal y prefrontal izquierdas durante la codificación. Durante la fase de reconocimiento, el incremento en el flujo sanguíneo se produjo en las cortezas parietal y prefrontal derechas. El grupo de participantes de más edad no mostraron una activación significativa de las áreas que sí se revelaron importantes con el grupo de jóvenes durante la fase de codificación, aunque sí mostraron una activación prefrontal derecha durante el reconocimiento. De este modo, puede concluirse que a medida que aumenta la edad, el fracaso en el recuerdo puede ser consecuencia de una codificación estimular inadecuada, como se demuestra con la falta de activación hipocampal y cortical observada en este grupo durante la fase de codificación.
Algunos hallazgos recientes de estudios centrados en pacientes con trastorno de estrés postraumático muestran que los transmisores aminoácidos glutamato y GABA, están estrechamente relacionados con los procesos de registro de memoria factual (de hechos), y sugieren que los neurotransmisores norepinefrina y serotonina están involucrados en la codificación de la memoria emocional.

## Perspectiva molecular
Aún no se ha llegado a poder comprender completamente el proceso de codificación, pero algunos avances han arrojado luz sobre la naturaleza de sus mecanismos. La codificación comienza con una situación novedosa, con la que el cerebro interactúa y extrae conclusiones a partir de los resultados de esta interacción. Es sabido que estas experiencias de aprendizaje desencadenan una cascada de sucesos moleculares que llevan a la formación de recuerdos. Estos cambios incluyen la modificación de las sinapsis neuronales, la modificación de proteínas, la creación de nuevas sinapsis, la activación de la expresión génica y nuevas síntesis de proteínas. En cualquier caso, la codificación puede producirse a diferentes niveles. El primer paso es la formación de la memoria a corto plazo, tras lo que se produce el traslado de la información almacenada en este almacén a la memoria a largo plazo, para finalizar con el proceso de consolidación de estos recuerdos.

### Plasticidad sináptica
La plasticidad sináptica es la capacidad del cerebro para fortalecer, debilitar, destruir y crear sinapsis neuronales, y supone la base del aprendizaje. Estas diferenciaciones moleculares identifican e indican la fuerza asociativa de cada conexión neuronal. El efecto de una experiencia de aprendizaje depende de su contenido. Aquellas reacciones que se ven favorecidas son reforzadas, y aquellas que se estiman desfavorables, se ven debilitadas. Esto demuestra que las posibles modificaciones sinápticas pueden operar por separado, con el objetivo de ser capaces de realizar cambios con el paso del tiempo, en función de la situación concreta del organismo en un momento determinado. A corto plazo, los cambios sinápticos pueden consistir en el debilitamiento o el fortalecimiento de una conexión mediante la modificación de las proteínas preexistentes, lo que conduce a una modificación en la fuerza asociativa de la conexión sináptica. A largo plazo, pueden establecerse nuevas conexiones completas, o bien puede incermentarse o reducirse el número de sinapsis de una conexión preexistente.

### El proceso de codificación
Un cambio significativo bioquímico a corto plazo es la modificación covalente de las proteínas preexistentes para modificar las conexiones sinápticas que ya se encuentran activas. Esto permite que los datos sean transferidos a la memoria a corto plazo sin que se produzca una consolidación para su almacenaje permanente. A partir de este punto, puede seleccionarse una asociación o un recuerdo específico para trasladarlo a la memoria a largo plazo, o bien puede ser olvidado mediante la debilitación de las conexiones sinápticas asociadas. El proceso de cambio de la memoria a corto pazo a la memoria a largo plazo implica tanto a la memoria implícita como a la memoria explícita. Este proceso está regulado por una serie de restricciones inhibitorias, principalmente el balance entre la fosforilación y la desfosforilación proteínicas. Por último, los cambios a largo plazo son los que posibilitan la consolidación de los recuerdos. Estos cambios incluyen la síntesis de nuevas proteínas, la formación de nuevas conexiones sinápticas, y finalmente, la activación de la expresión génica de acuerdo con la nueva configuración neuronal.
Se ha descubierto que el proceso de codificación está parcialmente mediado por las interneuronas serotoninérgicas, concretamente en lo referente a la sensibilización, de modo que el bloqueo de estas interneuronas imposibilita completamente esta sensibilización. No obstante, aún no se han identificado con precisión las implicaciones últimas de estos descubrimientos.
Además, se sabe que el proceso de aprendizaje conlleva la participación de diversos transmisores modulatorios en el proceso de la consolidación de recuerdos. Estos transmisores provocan que el núcleo inicie los procesos necesarios para generar el crecimiento neuronal y el recuerdo a largo plazo, marque las sinapsis específicas para la puesta en marcha de los procesos a largo plazo, y regule la síntesis local de proteínas. También parece influir incluso en los procesos atencionales requeridos para la formación y la recuperación de los recuerdos.

### Aspectos genéticos del proceso de codificación
La memoria humana, incluido el proceso de codificación, se considera un rasgo hereditario controlado por más de un gen. De hecho, los estudios realizados con gemelos sugieren que las diferencias genéticas son las responsables del 50% de la varianza observada en tareas de memoria.
Las proteínas identificadas en estudios con animales han sido asociadas directamente con una cascada de reacciones moleculares que conducen a la formación de recuerdos, y un número considerable de estas proteínas son codificadas por genes que también se expresan en humanos. De hecho, las variaciones en estos genes parecen estar asociadas a las diferencias de capacidad memorística, y han sido identificadas en recientes estudios genéticos realizados con seres humanos.

## Procesos complementarios
La idea de que el cerebro se encuentra dividido en dos redes de procesamiento complementarias (tareas positivas y tareas negativas) se ha convertido en los últimos tiempos en un área de interés creciente. La red de tareas positivas trabaja con los procesos orientados hacia el exterior, mientras que la red de tareas negativas trabaja con los procesos orientados hacia el interior. Las investigaciones indican que estas redes de trabajo no son exclusivas, y algunas tareas se solapan en su activación. Un estudio realizado en 2009 muestra que puede existir una codificación adecuada y una actividad de detección de estímulos novedosos por parte de la red de tareas positivas que se solapan de forma significativa, lo que sugiere la existencia de una asociación común de los procesos orientados hacia el exterior. Este estudio también muestra que los errores de codificación y los éxitos en la recuperación comparten un solapamiento significativo en la red de tareas negativas, lo que indica una asociación común de los procesos orientados hacia el interior. Por último, un bajo nivel de solapamiento entre actividades exitosas de codificación y de evocación, y entre errores de codificación y actividad de detección de novedades (respectivamente) indican la existencia de modalidades opuestas de procesamiento. En resumen; las redes de tareas positivas y las de tareas negativas pueden mostrar asociaciones comunes durante el desarrollo de diferentes tareas.

## Profundidad del procesamiento
El modo en que la información se recuerda se ve influido por los distintos niveles de procesamiento aplicados. Estos niveles pueden ilustrarse mediante la distinción entre repetición de mantenimiento y repetición elaborativa.

### Repetición de mantenimiento y repetición elaborativa
La repetición de mantenimiento es una forma de procesamiento superficial que implica focalizar la atención en un contenido sin pensar en su significado o su asociación con otros contenidos. Por ejemplo, la repetición subvocal de un número de teléfono para mantenerlo en la memoria hasta poder apuntarlo en un papel es una forma de repetición de mantenimiento. Por el contrario, la repetición elaborativa o relacional es una forma más profunda de procesamiento que implica pensar en el significado de los contenidos, así como establecer asociaciones entre el contenido, las experiencias pasadas y el resto de contenidos relacionados que estén siendo objeto de atención. Utilizando el ejemplo del número de teléfono, podría favorecerse un procesamiento más profundo relacionando esos números con fechas que sean significativas a nivel personal, como la fecha de cumpleaños de algún pariente o amigo (experiencias pasadas), o hallando algún patrón en el orden de los dígitos que pueda ayudar a recordarlos después.
El nivel de procesamiento más profundo que tiene lugar con la repetición elaborativa la hace más eficaz que la simple repetición de mantenimiento en la tarea de crear nuevos recuerdos. Esto se ha visto demostrado con el hecho de la falta de conocimiento mostrada por las personas acerca de los detalles relacionados con los objetos de la vida cotidiana. Por ejemplo, un estudio realizado con participantes norteamericanos consistía en preguntar acerca de la orientación de la cara que aparecía en una de las monedas de su país (de un céntimo de dólar), encontrándose que solo unas pocas personas eran capaces de recordarlo con cierto grado de certeza. A pesar de tratarse de un detalle que se observa muy a menudo, no se recuerda porque no existe la necesidad de memorizarlo, ya que el color es la característica que mejor distingue a esa moneda del resto. La ineficacia de la repetición de mantenimiento en la creación de recuerdos también se ha puesto de manifiesto en la comprobación de la falta de recuerdo de la gente acerca de la disposición de los números del 0 al 9 en calculadoras y teléfonos.
La repetición de mantenimiento se ha revelado de gran importancia en el aprendizaje, pero sus efectos solo pueden ser demostrados mediante el uso de métodos indirectos como las tareas de decisión léxica, o de completar palabras utilizadas en la evaluación del aprendizaje implícito. Por lo general, los aprendizajes realizados mediante repetición de mantenimiento no se ponen de manifiesto cuando la memoria está siendo evaluada de forma directa o explícita, con preguntas como «¿Es esta la palabra que se le ha mostrado anteriormente?»

### Intención de aprender
Algunos estudios han mostrado que la intención de aprender no tiene efectos directos en la codificación de recuerdos. Por el contrario, la codificación depende del grado de profundidad con que cada ítem es codificado, aspecto que puede verse afectado por la intención de que haya aprendizaje, pero no de forma exclusiva. Esto es, la existencia de una intención de aprender puede llevar a desarrollar estrategias de aprendizaje más efectivas, y en consecuencia, a realizar una mejor codificación, pero un aprendizaje adquirido de forma incidental (sin intención de aprender) en el que se procese y aprenda la información de forma efectiva, será codificado con la misma eficacia que si se hubiera aprendido de forma intencional.
Los efectos de la repetición elaborativa o el procesamiento profundo pueden atribuirse al número de conexiones realizadas durante el proceso de codificación que incrementan el número de rutas disponibles para la recuperación de la información.

## Codificación óptima
Puede entenderse que la organización es la clave para lograr una memorización superior. Como se ha desarrollado en la sección anterior sobre los niveles del procesamiento, las conexiones que se establecen entre el ítem a recordar y otros ítems a recordar, las experiencias previas y el contexto, generan nuevas rutas de recuperación para el ítem a recordar, facilitando la evocación. Estas conexiones imponen una organización en el ítem a recordar, haciéndolo más evocable.

### Mnemotecnias
Las estrategias mnemotécnicas son un ejemplo de cómo establecer una organización en un conjunto de ítems ayuda a su memorización y posterior recuerdo. En ausencia de ningún tipo de organización aparente en un grupo de datos, puede imponerse esta organización  alcanzándose así los mismos resultados de mejora del recuerdo. Un ejemplo de estrategia mnemónica relacionada con la imposición de una organización es el sistema peg-palabra, consistente en establecer una asociación entre los ítems a recordar y una lista de elementos fácilmente recordables. Otro ejemplo de mecanismo mnemotécnico utilizado habitualmente es recordar la primera letra de cada palabra a recordar y formar un acrónimo. De esta forma, las estrategias mnemotécnicas no solo favorecen la codificación de ítems específicos, sino también su orden. 
Para conceptos más complejos, la comprensión es la clave del recuerdo. En un estudio realizado por Wisemann y Neisser en 1974, se les presentaba a los participantes una fotografía (la imagen de un dálmata en estilo puntillista, lo que dificultaba la visión de la imagen). Se encontró que el recuerdo de la imagen mejoraba cuando los participantes comprendían el significado de lo que estaban viendo.

### Chunking
Otra forma por la que la comprensión del material puede ayudar a su recuerdo es reducir la cantidad de material a recordar mediante un proceso de chunking. Consiste en organizar los elementos en grupos significativos. Estas agrupaciones de elementos son recordados como una unidad, en lugar de como elementos separados. Las palabras pueden considerarse un ejemplo de chunking, en donde en lugar de percibir letras aisladas, percibimos y recordamos su agrupación significativa: la palabra. El uso de esta estrategia incrementa el número de ítems que somos capaces de recordar mediante la formación de paquetes significativos en los que muchos ítems relacionados se almacenan como si se tratara de una unidad.

### Aprendizaje dependiente de estado
Para una codificación óptima, no solo se establecen conexiones entre los ítems y las experiencias pasadas, sino también con el estado interno de la persona que codifica y la situación en la que se encuentra inmerso. Las conexiones que se establecen entre el estado interno o el contexto y los ítems a recordar son dependientes del estado. En un estudio de 1975 realizado por Godden y Baddeley se mostraron los efectos del aprendizaje dependiente del estado. Los participantes eran saltadores de trampolín, a los que se les pidió que memorizaran una información bajo dos condiciones diferentes: bajo el agua, y al borde de la piscina. Se encontró que cuando la prueba de recuerdo se efectuaba en las mismas condiciones en las que se había producido el aprendizaje, los resultados eran mejores. Esto es, aquellos participantes que habían memorizado los datos bajo el agua, recordaban con más facilidad cuando se encontraban bajo el agua que cuando se encontraban en tierra. Se había establecido una asociación entre el contexto de aprendizaje y el material a recordar, por lo que en el momento del recuerdo, el contexto servía de indicio para la recuperación. También se han encontrado resultados similares con la presentación de determinados olores durante la codificación.
No obstante, a pesar de que el ambiente externo en el momento de la codificación es importante para crear múltiples rutas para el recuerdo posterior, otros estudios han demostrado que la simple creación del mismo estado interno que se tenía en el momento del aprendizaje es suficiente para servir como pista de recuperación. Así, recrear el mismo estado mental que se tenía durante el proceso de codificación puede ayudar al recuerdo del mismo modo que puede ayudar el hecho de encontrarse en el mismo contexto. Este fenómeno, denominado efecto de restablecimiento del contexto, fue demostrado por Fisher y Craik en 1977, cuando emparejaron las pistas de recuperación con el modo en que la información había sido memorizada.

### Especificidad en la codificación

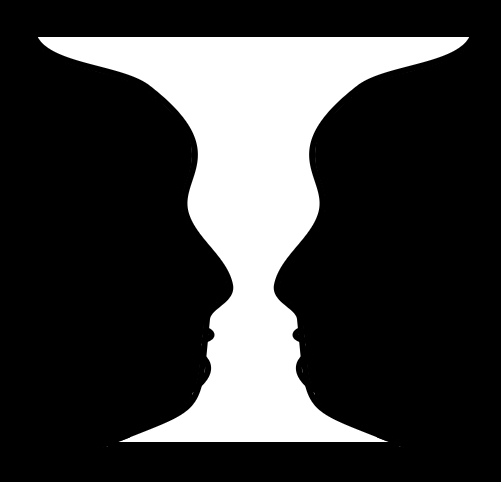
Una figura ambigua, que puede ser percibida como una copa o como dos perfiles enfrentados.

El contexto del aprendizaje influye en el modo en que la información se codifica. Por ejemplo, Kanisha, en el año 1979, realizó un estudio en el que mostró a los particpantes una imagen que podría interpretarse como una copa blanca sobre un fondo negro, o como dos caras negras enfrentadas sobre un fondo blanco. Los participantes fueron primados para ver la copa. Después se les mostró de nuevo la imagen, pero en esa ocasión fueron primados para que vieran las caras negras sobre el fondo blanco. A pesar de que se trataba de la misma imagen que antes, cuando se les preguntó si ya la habían visto con anterioridad, la mayoría respondió que no. La explicación a este fenómeno radica en el efecto que tuvo el primado en la primera ocasión en que se les mostró la imagen, que provocó que codificaran la imagen de forma diferente, haciéndola irreconocible. Esto demuestra que los estímulos son comprendidos conjuntamente con el contexto en que se han presentado, así como la regla general de que lo que realmente muestra la existencia de un buen aprendizaje son aquellos tests que evalúan los contenidos aprendidos del mismo modo en que fueron aprendidos. Además, para garantizar un recuerdo posterior más eficaz, deben considerarse las condiciones futuras en las que se deberá recordar, y estudiar la información de modo que pueda realizarse una asociación satisfactoria en ese momento futuro.

## Modelos computacionales de codificación memorística
Los modelos computacionales de codificación memorística han sido desarrollados para lograr alcanzar una mejor comprensión y simulación de los aspectos del funcionamiento de la memoria humana, en ocasiones aún impredecible. Se han desarrollado diversos modelos para distintas tareas memorísticas, que incluyen el reconocimiento de ítems, el recuerdo con indicios, el recuerdo libre y la memoria secuencial, en un intento de explicar los comportamientos observados experimentalmente.

### Reconocimiento de ítems
En una tarea de reconocimiento de ítems se le pregunta al participante si un ítem determinado ya se le ha presentado con anterioridad o no. Es importante reseñar que el reconocimiento de un ítem puede incluir su contexto. Esto es, puede preguntarse al participante si un ítem determinado ha sido presentado anteriormente en una lista de estudio. por ejemplo, aunque el participante pueda haber visto la palabra "manzana" en algún momento a lo largo de su vida, si no la ha visto en la lista de estudio, no deberá clasificarla como ya vista. Es decir, la tarea requiere el recuerdo dentro del contexto de presentación. 
El reconocimiento de ítems puede ser implementado utilizando la teoría de las huellas múltiples y el modelo de atribución de similitud. A modo de resumen, cada ítem que se percibe puede representarse como un vector de sus atributos, que se extiende a través de un vector que representa el contexto en el momento de la codificación, y se almacena en una red o matriz de memoria de todos los ítems que se han visto a lo largo de la vida. Cuando se presenta un ítem de prueba, se computa la suma de las similitudes de cada ítem en la matriz (que es inversamente proporcional a la suma de las distancias entre el vector de prueba y cada ítem en la matriz de memoria). Si la similitud es superior a un valor de corte determinado, se produciría el reconocimiento del ítem. Los ítems vistos más recientemente, que tienen un vector contextual similar al vector contextual del momento de la tarea de reconocimiento, serán reconocidos más fácilmente como ya vistos que aquellos que han sido percibidos hace mucho tiempo.

### Recuerdo con indicios
En el recuerdo con indicios, se pide al sujeto que recuerde el ítem que ha sido emparejado con un ítem de prueba determinado. Por ejemplo, se puede suministrar una lista de pares nombre/cara, y después pedir que se diga el nombre que se ha asociado a una cara determinada.
El recuerdo con indicios puede explicarse extendiendo el modelo de similitud de atributos usado en el reconocimiento de ítems. Dado que en el recuerdo con indicios puede darse una respuesta equivocada ante un ítem de prueba, el modelo debe extenderse para poder contemplar esa posibilidad. Esto puede conseguirse añadiendo ruido a los vectores de los ítems cuando se almacenan en la matriz de memoria. Además, el recuerdo con indicios puede ser modelado de un modo probabilístico semejante al de cada uno de los ítems almacenados en la matriz de memoria: cuanta mayor sea la similitud entre el ítem prueba u el ítem a recordar, más sencillo será que tenga lugar el recuerdo. Como los ítems de la matriz de memoria contienen ruido entre sus valores, este modelo puede explicar los recuerdos incorrectos, como sería llamar a una persona por un nombre equivocado. 

### Recuerdo libre
En el recuerdo libre se permite evocar en cualquier orden los ítems que han sido previamente aprendidos. Por ejemplo, una tarea de recuerdo libre sería solicitar a una persona que nombrara el mayor número posible de países de Europa.  El recuerdo libre puede modelarse usando el modelo de búsqueda de memoria asociativa, SAM (por sus siglas en inglés, Search of Associative Memory). Este modelo está basado en el modelo de doble almacenamiento propuesto por primera vez por Atkinson y Shiffrin en el año 1968. El modelo SAM se basa en dos componentes principales: el almacén a corto plazo (ACP) y  el almacén a largo plazo (ALP). Resumiendo su funcionamiento podría decirse que cuando se percibe un ítem, se introduce en el ACP, donde se mantiene junto a otros ítems hasta que se desplaza y se incorpora al ALP. Cuanto más tiempo esté el ítem en el ACP, mayores probabilidades habrá de que sea desplazado por la entrada de un nuevo ítem. Cuando varios ítems coexisten simultáneamente en el ACP, las conexiones establecidas entre ellos se fortalecen. El modelo SAM asume que los ítems en el ACP siempre están disponibles para su recuerdo inmediato.
El modelo SAM es capaz de explicar tanto el efecto de primacía como el efecto de recencia. Probabilísticamente, los ítems que se encuentran al comienzo de una lista tendrán más posibilidades de permanecer en el ACP, y en consecuencia, tendrán más oportunidades de fortalecer sus lazos con los demás ítems. Así, los primeros ítems de una lista suelen ser recordados en las tareas de recuerdo libre (efecto de primacía). Respecto a los últimos elementos de la lista: dado que los ítems del ACP siempre están disponibles para su recuperación, y que desde su presentación hasta el momento de la tarea de recuerdo no han irrumpido en el ACP otros ítems que puedan hacer interferencia, los últimos ítems de la lista también podrán ser recordados con facilidad (efecto de recencia).

### Memoria secuencial
La memoria secuencial es la responsable del modo en que recordamos listas de elementos en las que el orden es importante. Por ejemplo, los números de teléfono son listas ordenadas de números de un solo dígito. Actualmente existen dos principales modelos computacionales que pueden aplicarse a la codificación secuencial: el modelo de encadenamiento asociativo y el modelo de codificación posicional. 
La teoría del encadenamiento asociativo establece que cada ítem de una lista está enlazado a los elementos vecinos inmediatos (anterior y posterior). Según este modelo, los enlaces hacia adelante serían más fuertes que los enlaces hacia atrás, y los enlaces hacia los vecinos más cercanos serían más fuertes que los establecidos con los vecinos más alejados en la lista. Por ejemplo, el encadenamiento asociativo predice satisfactoriamente las tendencias de los errores de transposición, que tienen lugar más a menudo entre ítems que se encuentran en posiciones cercanas entre sí. Un ejemplo de error de transposición podría ser la secuencia «manzana, naranja, plátano» en lugar de «manzana, plátano, naranja». 
La teoría de la codificación posicional sugiere que cada ítem de una lista está asociado a su posición en esa lista. Por ejemplo, si la lista está formada por las palabras «manzana, plátano, naranja, mango», la palabra «manzana» estaría asociada con la posición número 1; «plátano» con la posición número 2, etc. Además, cada ítem también estaría asociado, aunque de una forma más débil, con su posición +/- 1; aún más débilmente con la posición +/- 2, etc. Así, la palabra «plátano» no solamente estaría asociada a la posición 2, sino también a las posiciones 1, 3 y 4, aunque con niveles de fuerza asociativa variables. Por ejemplo, la codificación posicional puede ser utilizada para explicar los efectos de primacía y de recencia. Ya que los ítems iniciales y finales de una lista tienen un menor número de vecinos cercanos que los ítems centrales, se enfrentan a menos competencia para ser correctamente recordados. 
Aunque los modelos de encadenamiento asociativo y codificación posicional son capaces de explicar una gran cantidad de comportamientos observados en la memoria secuencial, están lejos de ser perfectos. Por ejemplo, ninguno de los dos es capaz de ilustrar apropiadamente los detalles del Efecto Ranschburg, que hace referencia al hecho de que las secuencias de ítems que contienen elementos repetidos son más difíciles de reproducir que aquellas secuencias que no contienen elementos repetidos. El encadenamiento asociativo predice que el recuerdo de listas que contienen ítems repetidos se ve empeorado porque el recuerdo de cualquier elemento repetido podría servir como pista no solamente para su verdadero sucesor, sino también para el resto de los ítems iguales que se encuentran en otros puntos de la secuencia. No obstante, los datos experimentales han mostrado que la repetición espaciada de los ítems provoca un recuerdo empobrecido de la segunda aparición del ítem repetido. Además, no se produce un efecto constatable en el recuerdo de los ítems que siguen a los ítems repetidos, lo que contradice la predicción de la teoría del encadenamiento asociativo. Por su parte, el modelo de la codificación posicional predice que los ítems repetidos no tendrán ningún efecto en el recuerdo, ya que las posiciones de cada ítem de la lista actuarán como indicios independientes para cada elemento, incluyendo los elementos repetidos. Así, no habría diferencia entre la similitud entre dos ítems cualesquiera, y los ítems repetidos. En cambio, una vez más estas predicciones no son consistentes con los datos observados experimentalmente. En resumen, puede decirse que a día de hoy aún no existe un modelo comprensivo definido que explique satisfactoriamente el funcionamiento de la memoria secuencial en todas sus manifestaciones.